# Il Novellino
Il Novellino (auch bekannt als Le ciento novelle antiche ‚Hundert alte Novellen‘) ist der Name der ältesten italienischen Novellensammlung aus der zweiten Hälfte des 13. Jahrhunderts. Die Sammlung ist somit Ahnherrin der ganzen Literaturgattung. Der aus der Toskana stammende Autor ist nicht bekannt, ist aber vermutlich im Umkreis von Florenz zu suchen. Die Sammlung wurde Anfang des 14. Jahrhunderts überarbeitet und erschien 1525 bei Carlo Gualteruzzi in der Bearbeitung von Pietro Bembo unter dem Titel Cento Novelle Antiche in Bologna. Eine längere Fassung in der Bearbeitung von Vincenzo Borghini erschien unter dem Titel Libro di Novelle e di bel Parlar gentile im Jahr 1572 bei Giunta in Florenz.
Neben der zentralen Gestalt Kaiser Friedrichs II. behandelt die Sammlung antike, biblische und mittelalterliche Themen. In der 73. Novelle Wie der Sultan in Geldnot war und einen Juden erpressen wollte erscheint zum ersten Mal das Toleranz-Motiv der Ringparabel in der Literatur.
Die erste deutsche Übersetzung war eine Gemeinschaftsarbeit der Damen der Tugendlichen Gesellschaft und der Fruchtbringenden Gesellschaft auf Schloss Bernburg.
Diese Sammlung von 100 Novellen, Il Novellino aus dem 13. Jahrhundert, ist nicht zu verwechseln mit der gleichnamigen Sammlung von 50 Novellen, Il Novellino, einem Werk des italienischen Schriftstellers Masuccio Salernitano aus dem 15. Jahrhundert.